# Désiré-Pierre-Sylvestre Vincensini
Désiré-Pierre-Sylvestre Vincensini, francoski general, * 6. december 1885, † 11. marec 1955.